# داستی اسپرینگفیلد
داستی اسپرینگفیلد (به انگلیسی: Mary Isobel Catherine Bernadette O'Brien) خوانندهٔ پاپ انگلیسی در ۱۶ آوریل ۱۹۳۹ در انگلستان متولد شد. مجلهٔ رولینگ استون وی را به عنوان «بزرگ‌ترین خواننده پاپ بریتانیا» معرفی کرده‌است.
به گفتهٔ وب‌گاه گفتگوی هارمونیک، داستی اسپرینگفیلد (Dusty Springfield) بزرگ‌ترین بانوی خواننده پاپ بریتانیا و یکی از بهترین خوانندگان موسیقی سول  دوران خود بود. او ترانه‌های خود را به شیوه‌ای مثال زدنی و با صدایی سرشار از احساسات اجرا می‌کرد و طنین صدایش تا چندین دهه در آثار متعددش شنیده می‌شد. موسیقی او به طور مداوم دگرگون شد و این دگردیسی به شیوه‌ای چنان قوی و خالص انجام می‌گرفت که در میان هیچ یک از هم‌عصران وی دیده نمی‌شد.

## زندگی
مری پس از پایان دبیرستان به گروه لانا سیسترز (به انگلیسی: Lana Sisters) پیوست که شامل سه خواننده بود.
پس از عرضهٔ چند قطعه و منحل شدن این گروه، مری با برادرش دیون  و دوستش تیم فیلد  در سال ۱۹۶۰ یک تریو موسیقی فولک به نام اسپرینگفیلدز (به انگلیسی: The Springfields) تشکیل دادند و خود نام هنری داستی اسپرینگفیلد را برگزید. این گروه به زودی با ترانه‌هایی چون Breakaway ، Bambino و Say I Won't Be There به پرفروش‌ترین گروه در بریتانیا تبدیل شد.
در سال ۱۹۶۲، پس از اینکه گروه اسپرینگفیلدز توانست با ترانه Silver Threads and Golden Needles وارد فهرست Top 20 آمریکا شود، گروه به ایالات متحده رفت تا در آنجا به ضبط موسیقی بپردازد. در آن زمان گروه‌های موسیقی دختران به تازگی در آمریکا شکل گرفته بودند و تماس و آشنایی با آنها و موسیقی موتاون  چنان داستی را تحت تأثیر قرار داد که در سال ۱۹۶۳ گروه اسپرینگفیلدز را در اوج شهرتش ترک کرد تا به کار سولو (تک نفره) بپردازد و در این کار بسیار موفق شد، به طوری که جوایز بسیاری را نصیب خویش کرد.
او در سال ۱۹۶۴ به آفریقای جنوبی سفر کرد ولی در یک اجرای زنده از اجرای موسیقی در برابر تماشاچیانی که به دلیل تبعیض نژادی در ردیفهای جداگانه نشسته بودند سرباز زد و از این کشور اخراج شد. این اقدام، موجب برانگیخته شدن خشم سیاسی فراوانی شد. اسپرینگفیلدز پس از بازگشت به انگلستان در سال ۱۹۶۵ مجری یک ویژه برنامه تلویزیونی به نام آوای موتاون  شد که به خاطر معرفی خوانندگان جوان آمریکایی به همتایان انگلیسی آنها، از اعتبار فراوانی برخوردار بود.
در ۱۹۶۶، داستی اسپرینگفیلدز با اجرای بالاد بسیار احساساتی You Don't Have to Say You Love Me به بزرگ‌ترین موفقیت جهانی خود دست یافت که در چارت‌های بریتانیا به رتبه نخست رسید و در میان ۵ ترانه روز آمریکا جا گرفت. ترانه All I See Is You نیز ترانه‌ای غم انگیز درباره عشقی یک جانبه بود که در صدر جدولهای بریتانیا جای گرفت.
با این وجود در سال ۱۹۶۸ اقبال تجاری داستی رو به کاهش نهاد زیرا با آغاز اوج‌گیری هیپیها و تابستان عشق، دختران خواننده در بسیاری از موارد چندان جدی گرفته نمی‌شدند. واکنش داستی به این شرایط، بستن قراردادی با کمپانی American label Atlantic و سفر به ممفیس بود تا در آنجا با جری وِکسلر ، تام داود  و عَریف مَردین  به کار ضبط موسیقی بپردازد. نتیجه این همکاری آلبوم Dusty in Memphis بود که در سال ۱۹۶۹ منتشر شد و آمیزه‌ای از سبک‌های پاپ و سول بود که با پیچیدگی احساسی و زیبایی دنیوی‌اش، شاهکار او باقی‌ماند.
داستی اسپرینگفیلدز از سال ۱۹۹۵ به سرطان سینه مبتلا بود و سرانجام در ۲ مارس ۱۹۹۹ میلادی، در سن ۵۹ سالگی درگذشت.

## آثار
- I Only Want to Be With You
- Wishin' and Hopin
- Anyone Who Had a Heart
- I Just Don't Know What to Do With Myself
- Stay Awhile
- All Cried Out
- Losing You
- Your Hurtin' Kinda Love
- In the Middle of Nowhere
- You Don't Have to Say You Love Me, ۱۹۶۶
- All I See Is You
- Dusty in Memphis, ۱۹۶۹
- A Very Fine Love, ۱۹۹۵

## پانوشت
1. ↑  BBC News | UK | Obituary: Cancer claims 'White Queen of Soul'
2. ↑  (به انگلیسی: soul)
3. ↑  (به انگلیسی: Dion O' Brien)
4. ↑  (به انگلیسی: Tim Field)
5. ↑  Motown (سبک موسیقی سیاهان که با آمیزه‌ای از ضرباهنگهای پاپ، ریتم و بلوز در دیترویت شکل گرفته بود)
6. ↑  (به انگلیسی: Sound of Motown)
7. ↑  (به انگلیسی: Jerry Wexler)
8. ↑  (به انگلیسی: Tom Dowd)
9. ↑  (به انگلیسی: Arif Mardin)